# Премія пам'яті Морріса Лібманна
Премія пам'яті Морріса Лібманна (англ. IEEE Morris N. Liebmann Memorial Award) — нагорода, яка вручалась Інститутом радіотехніків (англ. Institute of Radio Engineers, IRE) і згодом Інститутом інженерів з електротехніки та електроніки (IEEE) за важливий внесок у радіозв'язок. Нагороду засновано у 1919 році, і вона спочатку називалась Премією пам'яті Морріса Лібманна Інституту радіоінженерів (англ. IRE Morris Liebmann Memorial Prize). Набула своєї сучасної назви у 1963 році, коли Інститут радіоінженерів (англ. Institute of Radio Engineers, IRE) злився з Американським інститутом електротехніків (англ. American Institute of Electrical Engineers, AIEE). При цьому змінено підставу для нагородження — з 1964 року її присуджували за нові технології. Нагорода скасована у 2000 році, з 2001 року за нові технології від IEEE вручається Премія Деніела Нобла (англ. IEEE Daniel E. Noble Award).
Всього нагороду отримали 95 науковців та інженерів серед яких є 10 нобелівських лауреатів.

## Лауреати нагороди
Лауреати премії пам'яті Морріса Лібманна від IEEE (1974—2000)
- 2000 — Джеймс С. Гарріс[en]
- 1998 — Наокі Йокояма[en]
- 1997 — Фудзі Масуока[en]
- 1996 — Сеікі Оґура (англ. Seiki Ogura)
- 1995 — М. Джордж Крафорд[en]
- 1994 — Любомир Романків
- 1993 — Джаянт Баліга[en]
- 1992 — Правін Чаудхарі[en], англ. Jerome J. Cuomo, Річард Дж. Гамбіно[en]
- 1991 — Мортон Паніш[en]
- 1990 — Сатоші Хіямізу[en], Такаші Мімура (англ. Takashi Mimura)
- 1989 — Таканорі Окоші[en]
- 1988 — Джеймс Бодді[en], Річард Педерсен (англ. Richard A. Pedersen)
- 1986 — Бішну С. Атал[en], Фумітада Ітакура[en]
- 1985 — Расселл Дюпуї[en], Гарольд Мансевіт[en]
- 1984 —  Девід Е. Карлсон[en], Крістофер Вронскі[en]
- 1983 — Роберт Бродерсен[en], Пол Ґрей (англ. Paul R. Gray), Девід Альберт Годжес[en]
- 1982 — Джон Артур (молодший)[en], Альфред Чо[en]
- 1981 — Келвін Квейт[en]
- 1980 — Ентоні Демарія[en]
- 1979 — Пінг Кінг Тьєн[en]
- 1978 —  Чарльз Куен Као, Джон Мак-Чесні[en], Роберт Маурер[en]
- 1977 — Горст Берґер[en], Зіґфрід Відманн[en]
- 1976 — Герберт Джон Шоу[en]
- 1975 — Ендрю Бобек[en], Пол Чарлз Міхаеліс[en], Генрі Евелін Дерек Сковіл[en]
- 1974 —  Віллард Бойл,  Джордж Сміт
- 1973 — Нік Голоняк
- 1972 — Стюарт Міллер[en]
- 1971 —  Мартін Райл
- 1970 — Джон Коупленд (англ. John A. Copeland)
- 1969 — Джон Ґанн
- 1968 — Емметт Лейт[en]
- 1966 — Пол Веймер[en]
- 1965 — Вільям Ральф Беннетт[en]
- 1964 —  Артур Леонард Шавлов

Лауреати премії пам'яті Морріса Лібманна від IRE (1919—1963)
- 1963 — Іен Манро Росс[en]
- 1962 — Віктор Генрі Рамсі[en]
- 1961 —  Лео Есакі
- 1960 — Ян Райхман[en]
- 1959 —  Ніколас Бломберген,  Чарлз Гард Таунс
- 1958 — Едвард Гінзтон
- 1957 — Освальд Гаррісон Віллард[en]
- 1956 — Кеннет Белінгтон[en]
- 1955 — Артур Лоурен[en]
- 1954 — Роберт Варнеке[en]
- 1953 — Джон Елвін Пірс (англ. John Alvin Pierce)
- 1952 —  Вільям Бредфорд Шоклі
- 1951 — Роберт Доум[en]
- 1950 — Отто Шаде[en]
- 1949 — Клод Шеннон
- 1948 — Стюарт Вільям Сіллі[en]
- 1947 — Джон Пірс
- 1946 — Альберт Роуз[en]
- 1945 — Пітер Карл Голдмарк
- 1944 — Вільям Вебстер Гансен[en]
- 1943 — Вілмер Ланьє Барроу[en]
- 1942 — Щелкунов Сергій Олександрович[en]
- 1941 — Філо Тейлор Фарнсуорт
- 1940 — Гарольд Олден Вілер[en]
- 1939 — Гаральд Трап Фрііс[en]
- 1938 — Джордж Кларк Саутворт[en]
- 1937 — Вільям Догерті[en]
- 1936 — Браудер Томпсон[en]
- 1935 — Фредерік Ллевелін[en]
- 1934 — Володимир Зворикін
- 1933 — Генріх-Георг Баркгаузен
- 1932 — Едмонд Брюс[en]
- 1931 — Стюарт Баллантайн[en]
- 1930 — Альберт Галл
- 1929 —  Едвард Віктор Епплтон
- 1928 — Волтер Гайтон Кеді[en]
- 1927 — Альберт Гойт Тейлор[en]
- 1926 — Ральф Баун[en]
- 1925 — Френк Конрад
- 1924 — Джон Реншоу Карсон[en]
- 1923 — Гарольд Беверідж[en]
- 1922 — Чарлз Семюел Франклін[en]
- 1921 — Раймонд Гейсінг[en]
- 1920 — Рой Вігант[en]
- 1919 — Леонард Феллер[en]